# Memorial Cup 2009
Der Memorial Cup 2009 war die 91. Ausgabe des gleichnamigen Turniers. Teilnehmende Mannschaften waren als Meister ihrer jeweiligen Ligen die Windsor Spitfires (Ontario Hockey League), die Drummondville Voltigeurs (Québec Major Junior Hockey League), die Kelowna Rockets (Western Hockey League) und, als Gastgeber automatisch qualifiziert, die Rimouski Océanic (Québec Major Junior Hockey League). Das Turnier fand vom 15. bis 24. Mai im Colisée de Rimouski in Rimouski, Québec statt.
Die Windsor Spitfires gewannen nach einem Finalsieg gegen die Kelowna Rockets ihren ersten Memorial Cup.

## Ergebnisse

### Gruppenphase
| 15. Mai 2009 19:30 Uhr | Kelowna Rockets Tyler Myers (6:33) Jamie Benn (24:33) Ian Duval (25:52) Lucas Bloodoff (41:29) | 4:1 (1:0, 2:0, 1:1) Spielbericht | Rimouski Océanic Philippe Cornet (53:04) | Colisée de Rimouski, Rimouski Zuschauer: 4.695 |

| 16. Mai 2009 16:45 Uhr | Drummondville Voltigeurs Gabriel Dumont (47:59) Philippe Lefebvre (54:07) Maxime Frenette (68:56) | 3:2 n. V. (0:0, 0:1, 2:1, 1:0) Spielbericht | Windsor Spitfires Adam Henrique (39:59) Adam Henrique (51:48) | Colisée de Rimouski, Rimouski Zuschauer: 4.559 |

| 17. Mai 2009 16:40 Uhr | Rimouski Océanic Patrice Cormier (23:18) Jordan Caron (30:45) Patrick Delisle-Houde (34:48) Luca Cunti (36:32) Logan MacMillan (40:34) | 5:4 (0:0, 4:3, 1:1) Spielbericht | Windsor Spitfires Ryan Ellis (26:19) Dale Mitchell (28:50) Andrei Loktionow (38:22) Andrei Loktionow (49:34) | Colisée de Rimouski, Rimouski Zuschauer: 4.744 |

| 18. Mai 2009 19:10 Uhr | Drummondville Voltigeurs Yannick Riendeau (14:27) Marc-Olivier Vachon (17:10) Marc-Antoine Desnoyers (29:47) Marc-Olivier Vachon (47:23) | 4:6 (2:1, 1:2, 1:3) Spielbericht | Kelowna Rockets Jamie Benn (4:02) Cody Almond (29:09) Jamie Benn (38:47) Jamie Benn (49:26) Jamie Benn (51:41) Cody Almond (58:29) | Colisée de Rimouski, Rimouski Zuschauer: 4.225 |

| 19. Mai 2009 19:10 Uhr | Windsor Spitfires Taylor Hall (36:21) Ryan Ellis (44:13) | 2:1 (0:0, 1:1, 1:0) Spielbericht | Kelowna Rockets Kyle St. Denis (27:33) | Colisée de Rimouski, Rimouski Zuschauer: 4.290 |

| 20. Mai 2009 19:10 Uhr | Rimouski Océanic Luca Cunti (21:39) Patrice Cormier (45:23) | 2:3 n. V. (0:0, 1:2, 1:0, 0:1) Spielbericht | Drummondville Voltigeurs Jonathan Brunelle (26:07) Dmitri Kulikow (31:56) Gabriel Dumont (73:23) | Colisée de Rimouski, Rimouski Zuschauer: 5.062 |

#### Abschlusstabelle
| Pl. |                                                                 | Sp. | S | N | Pkt. | Tore  | Diff. |
| --- | --------------------------------------------------------------- | --- | - | - | ---- | ----- | ----- |
| 1.  | Kelowna Rockets (Western Hockey League)                         | 3   | 2 | 1 | 4    | 11:07 | +4    |
| 2.  | Drummondville Voltigeurs (Québec Major Junior Hockey League)    | 3   | 2 | 1 | 4    | 10:10 | ±0    |
| 3.  | Rimouski Océanic (Gastgeber; Québec Major Junior Hockey League) | 3   | 1 | 2 | 2    | 08:11 | −3    |
| 4.  | Windsor Spitfires (Ontario Hockey League)                       | 3   | 1 | 2 | 2    | 08:09 | −1    |

Abkürzungen: Pl. = Platz, Sp. = Spiele, S = Siege, N = Niederlagen, Pkt. = Punkte, Diff. = Tordifferenz

Erläuterungen: Qualifiziert für das Finale, Qualifiziert für das Halbfinale, Qualifikationsspiel um den zweiten Halbfinal-Platz

### Qualifikationsspiel
| 21. Mai 2009 19:10 Uhr | Windsor Spitfires Eric Wellwood (7:13) Scott Timmins (8:30) Dale Mitchell (44:11) Dale Mitchell (46:00) Dale Mitchell (47:44) Greg Nemisz (59:59) | 6:4 (2:3, 0:1, 4:0) Spielbericht | Rimouski Océanic Sébastien Piché (8:02) Jordan Caron (12:47) Emmanuel Boudreau (16:15) Patrice Cormier (37:25) | Colisée de Rimouski, Rimouski Zuschauer: 4.478 |

### Halbfinale
| 22. Mai 2009 19:10 Uhr | Windsor Spitfires Taylor Hall (15:47) Ben Shutron (18:02) Adam Henrique (64:31) | 3:2 n. V. (2:0, 0:2, 0:0, 1:0) Spielbericht | Drummondville Voltigeurs Samson Mahbod (21:13) Yannick Riendeau (35:10) | Colisée de Rimouski, Rimouski Zuschauer: 4.576 |

### Finale
| 24. Mai 2009 16:30 Uhr | Windsor Spitfires Adam Henrique (3:22) Dale Mitchell (4:58) Rob Kwiet (7:11) Ryan Ellis (32:46) | 4:1 (3:0, 1:1, 0:0) Spielbericht | Kelowna Rockets Colin Long (20:08) | Colisée de Rimouski, Rimouski Zuschauer: 4.811 |

## Spieler

### Memorial-Cup-Sieger
| Memorial-Cup-Sieger Windsor Spitfires | Torhüter: Andrew Engelage, Steve Gleeson, Josh Unice Verteidiger: Jesse Blacker, Mark Cundari, Ryan Ellis, Rob Kwiet, Patrick Moran, Ben Shutron, Ron Soucie, Adam Wallace, Harry Young Angreifer: Ben Dubois, Richard Greenop, Taylor Hall, Adam Henrique, Andrei Loktionow, Lane MacDermid, Dale Mitchell, Greg Nemisz, Conor O’Donnell, Justin Shugg, Scott Timmins, Austin Watson, Eric Wellwood, James Woodcroft Cheftrainer: Bob Boughner General Manager: Warren Rychel |

### Beste Scorer
Abkürzungen: GP = Spiele, G = Tore, A = Assists, Pts = Punkte, PIM = Strafminuten
| Spieler             | Team                     | GP | G | A | Pts | PIM |
| ------------------- | ------------------------ | -- | - | - | --- | --- |
| Jamie Benn          | Kelowna Rockets          | 4  | 5 | 4 | 9   | 8   |
| Adam Henrique       | Windsor Spitfires        | 6  | 4 | 5 | 9   | 11  |
| Yannick Riendeau    | Drummondville Voltigeurs | 4  | 2 | 6 | 8   | 2   |
| Taylor Hall         | Windsor Spitfires        | 6  | 2 | 6 | 8   | 8   |
| Andrei Loktionow    | Windsor Spitfires        | 6  | 2 | 5 | 7   | 0   |
| Greg Nemisz         | Windsor Spitfires        | 6  | 1 | 6 | 7   | 2   |
| Dale Mitchell       | Windsor Spitfires        | 6  | 5 | 1 | 6   | 2   |
| Mark Cundari        | Windsor Spitfires        | 6  | 0 | 5 | 5   | 6   |
| Patrice Cormier     | Rimouski Océanic         | 4  | 3 | 1 | 4   | 8   |
| Ryan Ellis          | Windsor Spitfires        | 6  | 3 | 1 | 4   | 4   |
| Marc-Olivier Vachon | Drummondville Voltigeurs | 4  | 2 | 2 | 4   | 0   |
| Cody Almond         | Kelowna Rockets          | 4  | 2 | 2 | 4   | 4   |
| Colin Long          | Kelowna Rockets          | 4  | 1 | 3 | 4   | 6   |
| Tyler Myers         | Kelowna Rockets          | 4  | 1 | 3 | 4   | 6   |
| Eric Wellwood       | Windsor Spitfires        | 6  | 1 | 3 | 4   | 2   |
| Patrik Prokop       | Drummondville Voltigeurs | 4  | 0 | 4 | 4   | 0   |
| Mikael Backlund     | Kelowna Rockets          | 4  | 0 | 4 | 4   | 2   |
| Tyson Barrie        | Kelowna Rockets          | 4  | 0 | 4 | 4   | 2   |
| Marc-André Bourdon  | Rimouski Océanic         | 4  | 0 | 4 | 4   | 6   |

### Beste Torhüter
Abkürzungen: GP = Spiele, W = Siege, L = Niederlagen, SA = Schüsse gehalten, GA = Gegentore, SO = Shutouts, GAA = Gegentorschnitt, Sv% = gehaltene Schüsse (in %), SO = Shutouts, TOI = Eiszeit (in Minuten)
| Spieler           | Team                     | GP | W | L | SA  | GA | GAA  | Sv%  | SO | TOI    |
| ----------------- | ------------------------ | -- | - | - | --- | -- | ---- | ---- | -- | ------ |
| Marco Cousineau   | Drummondville Voltigeurs | 4  | 2 | 2 | 146 | 13 | 2,94 | 91,1 | 0  | 265:27 |
| Andrew Engelage   | Windsor Spitfires        | 6  | 4 | 2 | 139 | 16 | 2,58 | 88,5 | 0  | 372:04 |
| Maxim Gougeon     | Rimouski Océanic         | 4  | 1 | 3 | 138 | 17 | 4,03 | 87,7 | 0  | 253:23 |
| Mark Guggenberger | Kelowna Rockets          | 4  | 2 | 2 | 79  | 10 | 3,21 | 87,3 | 0  | 187:04 |

### Auszeichnungen

#### Spielertrophäen
| Auszeichnung                                           | Spieler          | Team                     |
| ------------------------------------------------------ | ---------------- | ------------------------ |
| Stafford Smythe Memorial Trophy (Wertvollster Spieler) | Taylor Hall      | Windsor Spitfires        |
| Ed Chynoweth Trophy (Bester Scorer)                    | Jamie Benn       | Kelowna Rockets          |
| George Parsons Trophy (Fairster Spieler)               | Yannick Riendeau | Drummondville Voltigeurs |
| Hap Emms Memorial Trophy (Bester Torhüter)             | Marco Cousineau  | Drummondville Voltigeurs |

#### All-Star-Team
| Angriff:      | Taylor Hall – Patrice Cormier – Jamie Benn |
| Verteidigung: | Tyler Myers – Ryan Ellis                   |
| Tor:          | Marco Cousineau                            |